# Месета
Месета (на испански: Meseta – плато), също Иберийска Месета или Кастилска Месета, е обширна платовидна област, заемаща голяма част от Пиренейския полуостров, простираща се на територията на Испания и Португалия.
Почти от всички страни платото е заобиколено от планински системи: Кантабрийските планини (Кордилера Кантабрика, 2548 m) на север; Иберийските планини (система Иберико, 2313 m) на североизток; Сиера Морена (1323 m) на юг. На запад към Атлантическия океан платото постепенно се понижава.
В тектонско отношение платото съответства на древен масив с основа, образувана през херцинската орогенеза. Нагънатият фундамент излиза на повърхността само в западната му част. На изток той е препокрит от морски и континентални наслаги с мезозойска и кайнозойска възраст. Общият наклон на повърхността е от изток на запад. Характерна особеност за платото е редуването на нагънато-блокови планински хребети и вътрешнопланински котловини. Средната част на Месета е заета от Кастилските планини (Централна Кордилера) с максимална височина връх Алмансор (2592 m) и редица по-малко значителни блоково-нагънати хребети с диагонално простиране. Тези хребети разделят значителните по площ Новокастилско плато (височина 600 – 800 m) и Старокастилско плато (височина от 800 m в центъра до 1000 – 1200 m по периферията). На юг в планините Сиера Морена има находища на олово, мед, живак, кобалт, желязна руда. На северозапад в Галисия – желязна руда, злато, калай, волфрам.
Климатът на платото е предимно субтропичен, средиземноморски, а на север в Галисия – умерен, морски. Средна юлска температура от 20 до 28°С, януарска около 5°С. Годишната сума на валежите е 400 – 500 mm, в планините на северозапад до 1000 – 1500 mm. Зимата е влажна, а лятото (с изключение на Галисия) сухо. Големите реки Дуеро, Тахо, Гуадиана, Миньо отводняват платото и текат презимно в посока изток-запад.
Почвите са предимно кафяви горски кестеняви средиземноморски. Естествената растителност е представена от храстови формации от типа макия на запад и типовете томилар и гарига на изток и юг. В планините се срещат широколистни и иглолистни гори, които най-добре са се съхранили в Галисия. На север се отглежда пшеница, а на юг (в Манча) се намират безкрайни лозови насаждения.